# Сторожук Дмитро Анатолійович
Дмитро́ Анато́лійович Сторожу́к (12 листопада 1985 року, Вінниця, УРСР) — адвокат, український юрист і політик, перший заступник Генерального прокурора України (7 червня 2016 року - 23 жовтня 2019 року). З 5 березня 2014 року по 24 листопада 2014 року — Голова Державної виконавчої служби України. З  листопада 2014 року по червень 2016 року  — Народний депутат України VIII скликання від Політичної партії "Народний фронт".

## Життєпис

### Освіта
У 2008 році закінчив Київський університет внутрішніх справ за спеціальністю «Правознавство». Має освітньо-кваліфікаційний рівень магістра права. У 2019 році здобув науковий ступінь кандидата юридичних наук.

## Юридична діяльність
З травня по жовтень 2007 року — юрисконсульт приватної юридичної фірми.
У 2007-200 роках працював на керівних посадах у ЗАТ «Догмат Україна».
З січня по лютий 2009 року  — юрист Управління справами ТОВ «Фонд соціальних стратегій».
З лютого 2009 року по грудень 2011 року  — керівник юридичного Департаменту ТОВ «Фонд соціальних стратегій».

## Керівництво Державною виконавчою службою України
06 березня 2014 року тодішній Міністр юстиції України Пaвло Петренко представив  Дмитра Сторожука колективу Державної виконавчої служби України як нового керівника органу. 
На початку каденції Дмитро Сторожук задекларував необхідність оновлення підходів до діяльності служби, з акцентом на її якість. Важливим напрямом у роботі Державної виконавчої служби України має бути захист соціальних прав громадян, а саме – отримання ними зарплат на підприємствах-банкрутах та  унеможливлення випадків ухилення від сплати аліментів, зазначив Сторожук. 
Дмитро Сторожук очолював відомство по листопад 2014 року. 

## Діяльність у політиці
З січня 2012 року по листопад 2013 року — заступник керівника юридичного департаменту секретаріату — начальник Управління юридичного супроводження організацій Партії та окремих проєктів Політичної Партії «Фронт Змін». 
З грудня 2013 року по лютий 2014 року  — керівник юридичного департаменту Громадської організації «Фронт Змін». У березні 2014 року працював помічником-консультантом народного депутата України.
На парламентських виборах 2012 року був № 158 у виборчому списку ВО «Батьківщина». 
З листопада 2014 року по червень 2016 року  — був народним депутатом України від Політичної партії «Народний Фронт».
За час депутатства був заступником члена Постійної делегації в міжпарламентській організації "Постійна делегація у Парламентській асамблеї Організації з безпеки та співробітництва в Європі"
Також мав такі повноваження: 
- Член групи з міжпарламентських зв'язків з Латвійською Республікою
- Член групи з міжпарламентських зв’язків з Китайською Народною Республікою
- Член групи з міжпарламентських зв’язків з Туркменістаном
- Член групи з міжпарламентських зв’язків з Чеською Республікою
- Член групи з міжпарламентських зв’язків з Японією
- Член групи з міжпарламентських зв'язків з Державою Ізраїль
- Член групи з міжпарламентських зв’язків з Королівством Саудівська Аравія

## Робота в Генеральній прокуратурі України
Наказом Генерального прокурора України від 07 червня 2016 року № 646-ц призначений першим заступником Генерального прокурора України. Як було оголошено тодішнім Генеральним прокурором України Юрієм Луценком під час пресконференції, у ГПУ Дмитро Сторожук здійснюватиме нагляд у кримінальних процесах за дотриманням законів органами Служби безпеки України, Державної фіскальної служби, Державної митної служби та Національної поліції.

### Участь у розслідуванні катастрофи МН17
З 2016 року входить до складу Міжнародної слідчої групи, яка займається розслідуванням катастрофи пасажирського літака Boeing 777 рейсу МН17, який був збитий над територією, що контролювалася проросійськими сепаратистами 17 липня 2014  року.
14 грудня 2016 року Дмитро Сторожук звернувся до громадян з проханням допомогти Спільній слідчій групі у пошуку свідків авіакатастрофи літака МН17. Він наголосив, що слідство особливо цікавлять дві особи — ідентифіковані як Андрій Іванович (позивний Оріон) та Микола Федорович (позивний Дельфін). Дмитро Сторожук гарантував захист потенційним свідкам.
9 липня 2025 року Вищий європейський суд з прав людини постановив, що Росія несе відповідальність за широкомасштабні порушення міжнародного права в Україні , включаючи збиття рейсу 17 Malaysia Airlines у 2014 році. Це перший випадок, коли міжнародний суд притягнув Москву до відповідальності за порушення прав людини, пов'язані з війною в Україні.

## Робота у Рахунковій палаті
У березні 2024 року нова керівниця Рахункової палати Ольга Піщанська розповіла журналістам, що має трьох штатних радників, серед яких і колишній нардеп та заступник Генерального прокурора Дмитро Сторожук. За її словами, він "досвідчений юрист, а на посаді радника допомагає впорядковувати внутрішні процеси у Рахунковій палаті та систематизувати відносини з органами влади".

## Родина
Одружений, має двох синів.

## Нагороди
- «Заслужений юрист України» (отримав звання 30 листопада 2017 року)[9]
- Почесна грамота Кабінету Міністрів України.